# Nicola Minichiello
Nicola Minichiello, nata Nicola Gautier (21 marzo 1978), è un'ex bobbista britannica.

## Palmarès

### Mondiali
- 2 medaglie:
  - 1 oro (Lake Placid 2009 nel bob a due donne)
  - 1 argento (Calgary 2005 nel bob a due donne)